# I Wanna be Santa Claus
I Wanna be Santa Claus är ett julalbum av Ringo Starr, som släpptes 1999.

## Låtlista
1. "Come On Christmas, Christmas Come On" (Ringo Starr, Mark Hudson, Dean Grakal) – 3:35
  - Ringo Starr — sång, trummor, percussion
  - Dick Monda — bakgrundssång
2. "Winter Wonderland" (Felix Bernard, Richard B. Smith) – 2:54
  - Ringo Starr — sång, trummor, percussion
  - Gary Burr — bakgrundssång
3. "I Wanna be Santa Claus" (Ringo Starr, Mark Hudson, Dick Monda) – 3:45
  - Ringo Starr — sång, trummor, percussion
  - Christina Rasch — bakgrundssång
4. "The Little Drummer Boy" (Harry Simone, Henry Onorati, Katherine K. Davis) – 3:21
  - Ringo Starr — sång, trummor, percussion
  - Timothy B. Schmit — bakgrundssång
5. "Rudolph the Red-Nosed Reindeer" (Johnny Marks) – 2:20
  - Ringo Starr — sång, trummor, percussion
  - Dan Higgins — saxofon
6. "Christmas Eve" (Ringo Starr, Mark Hudson) – 4:26
  - Ringo Starr — sång, trummor, percussion
  - Gary Burr — bakgrundssång
7. "The Christmas Dance" (Ringo Starr, Mark Hudson, Jim Cox, Steve Dudas) – 4:05
  - Ringo Starr — sång, trummor, percussion
  - Gary Burr — bakgrundssång
8. "Christmas Time is Here Again" (George Harrison, John Lennon, Paul McCartney, Ringo Starr) – 4:05
  - Ringo Starr — sång, trummor, percussion
  - Dick Monda — bakgrundssång
9. "Blue Christmas" (Billy Hayes, Jay W. Johnson) – 2:58
  - Ringo Starr — sång, trummor, percussion
  - Gary Burr — bakgrundssång
10. "Dear Santa" (Ringo Starr, Mark Hudson, Steve Dudas) – 5:11
  - Ringo Starr — sång, trummor, percussion
  - Gary Burr — bakgrundssång
11. "White Christmas" (Irving Berlin) – 2:56
  - Ringo Starr — sång, trummor, percussion
  - Christina Rasch — bakgrundssång
12. "Pax Um Biscum (Peace be With You)" (Ringo Starr, Mark Hudson, Scott Gordon) – 4:38
  - Ringo Starr — sång, trummor, percussion, mellotron, synth
  - Teisha Helgerson — bakgrundssång

- Total tid: 42:14

- Blåsarrangemang: Mark Hudson (1), Jim Cox (5, 7, 10)
- Stråkarrangemang: Jim Cox (3, 6, 7, 10, 12)

## Medverkande
- Ringo Starr — sång, trummor, percussion, mellotron, synth
- Mark Hudson — bas, elgitarr, akustisk gitarr, percussion, keyboard, bakgrundssång
- Steve Dudas — elgitarr, akustisk gitarr, percussion
- Jim Cox — keyboard, hammondorgel, wurlitzer, synth, piano, dragspel, bas, akustisk gitarr, percussion
- Scott Gordon — percussion, munspel, keyboard, synth
- Dan Higgins — saxofon
- Joe Perry — elgitarr
- Armand Sabal-Lecco — bas
- Steffan Fantini — elgitarr, bakgrundssång
- Marc Fantini — elgitarr, bakgrundssång
- Bill Hudson — elgitarr, bakgrundssång
- Jaydee Maness — pedal steel guitar
- Pat Zicari — saxofon
- Christina Rasch — percussion, bakgrundssång
- Matt Hurwitz — akustisk gitarr
- Ben Labi — elgitarr
- Kalijut Bhamra — tabla
- Bob Murphy — säckpipa
- Ian Halliday — säckpipa
- Roger Houth — säckpipa
- Willie Cochrane — säckpipa
- Gary Burr — bakgrundssång
- Timothy B. Schmit — bakgrundssång
- Sarah Hudson — bakgrundssång
- Brett Hudson — bakgrundssång
- Kiley Oliver — bakgrundssång
- Tess Whiteheart — bakgrundssång
- Dick Monda — bakgrundssång
- John Titta — bakgrundssång
- Teisha Helgerson — bakgrundssång